# Arentshof

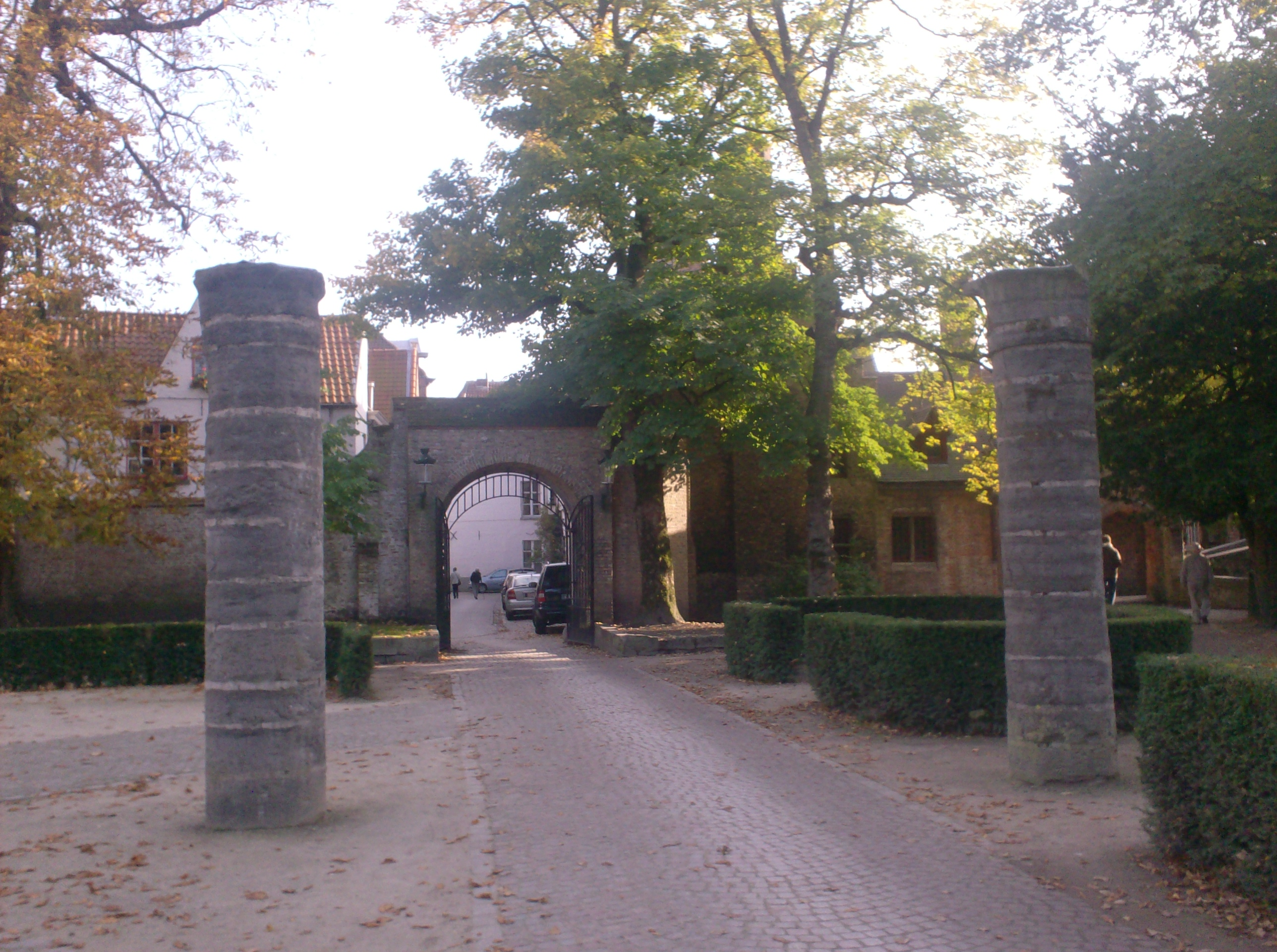
De zuidelijke poort tussen de twee pilaren van de vroegere Waterhalle

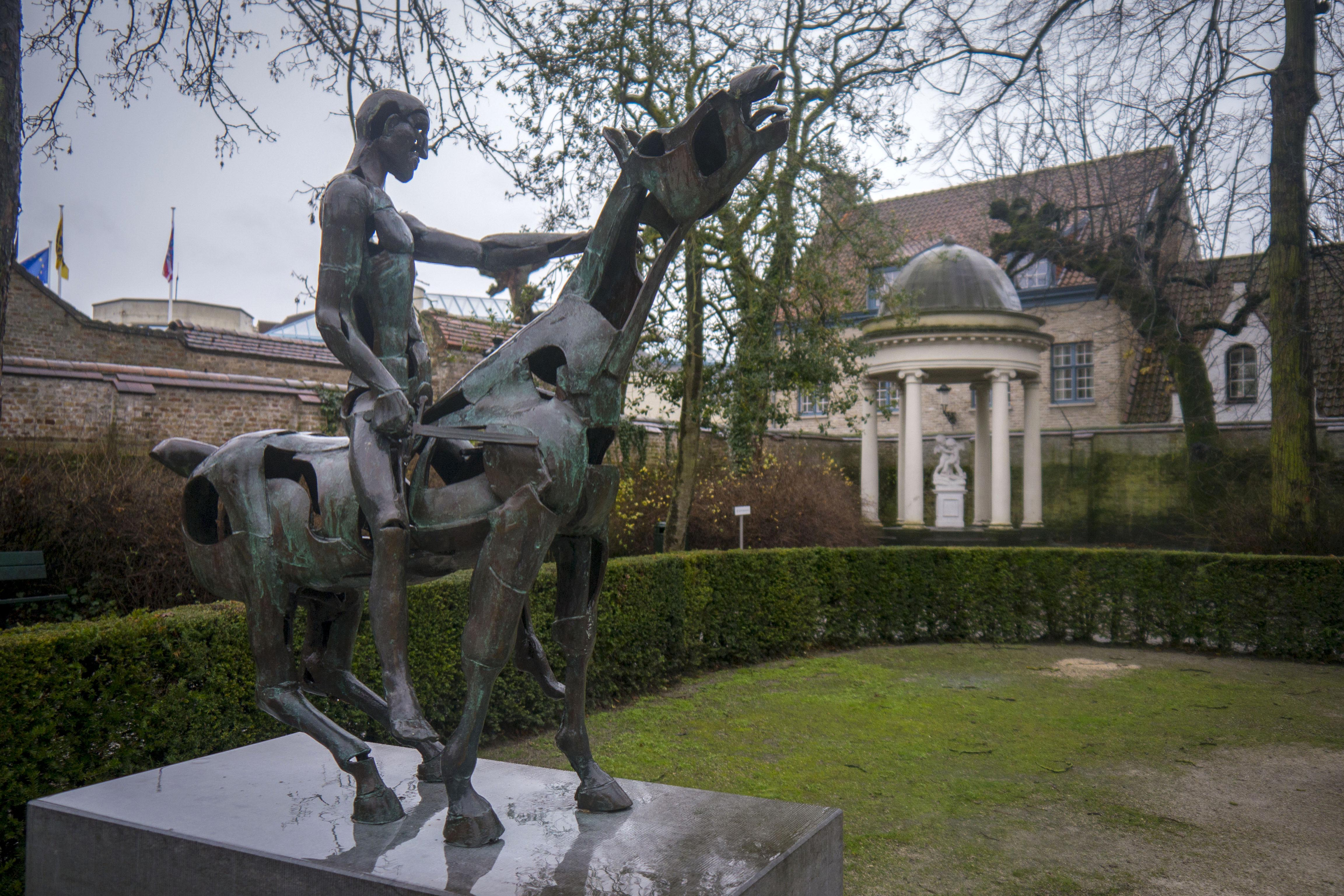
In het Arentshof

Het Arentshof in de Belgische stad Brugge is een tuin, palende aan het Arentshuis.

## Geschiedenis
Het classicistisch huis uit de 18e eeuw van de adellijke familie Arents ligt tussen het Groeningemuseum en Gruuthusemuseum. 
Tot in de 17e eeuw maakte het nog deel uit van het Gruuthusedomein. 
Het was in de achttiende eeuw eigendom van Valentin de Stappens de Harnes (1713-1777), schout van Brugge. Het werd na hem de woonst van zijn zoon, Louis-Philippe de Stappens de Harnes, en van die zijn echtgenote Petronilla van Outryve. Toen de Stappens het goed vanwege schulden moest verkopen, werd het aangekocht door zijn schoonbroer Emmanuel-Louis van Outryve d'Ydewalle.
Tegen het einde van de negentiende eeuw waren huis en tuin eigendom van Aquilin Arents de Beerteghem. Het stadsbestuur oordeelde toen dat hij deze eigendom moest in bezit krijgen, om er een museale functie aan te geven en de tuin publiek te maken. Erg tegen de zin van de eigenaar werd het goed in 1908 onteigend.
De tuin werd heraangelegd en kreeg een dubbele aansluiting op de straat in winkelhaak, genaamd Groeninge. Bijkomend werd een nieuw brugje, dat de naam Sint-Bonifaciusbrug kreeg, in 1911 boven de Reie gebouwd, hetgeen aansluiting bezorgde met het andere deel van het Arentshof, met uitwegen naar het vroegere Onze-Lieve-Vrouwekerkhof-Noord, nu Guido Gezelleplein, en naar Onze-Lieve-Vrouwekerkhof-Zuid. In dit tweede deel werd een borstbeeld geplaatst van de Spaans-Brugse filosoof Juan Luis Vivès.
In het hoofdgedeelte van het Arentshof staan twee kolommen, afkomstig van de vroegere Waterhalle op de Markt. Daarachter staat een kunstwerk door Rik Poot: de Vier ruiters van de Apocalyps. Er staat ook een 'gloriette', wellicht het originele achttiende-eeuwse gebouwtje.